# Indochinesische Weißbauchratte
Die Indochinesische Weißbauchratte (Niviventer tenaster) ist eine Nagetierart aus der Gattung der Weißbauchratten (Niviventer) innerhalb der Altweltmäuse (Murinae). Sie kommt in weiten Teilen des nördlichen Südostasiens vor.

## Merkmale
Die Indochinesische Weißbauchratte erreicht eine Kopf-Rumpf-Länge von 12,0 bis 18,9 Zentimetern mit einem Schwanz von 17,4 bis 23,4 Zentimetern Länge bei einem Gewicht von etwa 50 bis 140 Gramm. Die Hinterfußlänge beträgt 32 bis 35 Millimeter, die Ohrlänge 23 bis 26 Millimeter. Der Schädel hat eine Gesamtlänge von 37 bis 42 Millimeter.
Das Rückenfell ist gelblich braun mit dunkelbraunen Borsten. Die Bauchseite ist scharf gegenüber den Seiten abgegrenzt und weiß gefärbt. Der Schwanz ist nicht scharf abgegrenzt zweifarbig, die Oberseiten ist braun und geht zum Schwanzende meist in eine weiße Spitze über, die Unterseite ist heller braun. Die Ohren sind für Vertreter der Gattung auffällig groß.

## Verbreitung
Die Indochinesische Weißbauchratte kommt in weiten Teilen des nördlichen Südostasiens vor. Das Verbreitungsgebiet reicht vom Süden der Volksrepublik China über das westlich-zentrale und südliche Myanmar bis in das südliche Kambodscha, Laos, Vietnam und den Nordwesten von Thailand im Nationalpark Doi Suthep-Pui in der Provinz Chiang Mai. In China ist die Art nur durch Funde auf der Insel Hainan dokumentiert, kommt jedoch eventuell an den südlichen Grenzen Chinas auch in anderen Regionen vor. Die Höhenverbreitung reicht von 1300 bis 2200 Meter in Vietnam, in anderen Gebieten werden etwa 3000 Meter als maximale Höhen angenommen.

## Lebensweise
Die Indochinesische Weißbauchratte kommt bevorzugt in Bergwäldern oberhalb von 1300 Metern Höhe vor. Die Art ist bodenlebend, kann jedoch auch in die Vegetation klettern. In weiten Teilen ihres Verbreitungsgebietes lebt sie sympatrisch mit der Kastanien-Weißbauchratte (Niviventer fulvescens) und der Lang-Bian-Weißbauchratte (Niviventer langbianis), nördlich des Verbreitungsgebietes schließt sich das der Chinesischen Weißbauchratte (Niviventer confucianus) an.

## Systematik
Die Indochinesische Weißbauchratte wird als eigenständige Art innerhalb der Weißbauchratten (Niviventer) eingeordnet, die aus 17 Arten besteht. Die wissenschaftliche Erstbeschreibung stammt von dem britischen Zoologen Oldfield Thomas, die die Art 1916 anhand von Individuen vom Mulayit Taung im Kayin-Staat im südlichen Myanmar aus Höhen von 1525 bis 1830 beschrieb. Sie wurde teilweise als Unterart der Sunda-Weißbauchratte (Niviventer cremoriventer) betrachtet, aufgrund verschiedener Merkmale jedoch wieder in den Artstatus erhoben. Morphologisch stimmt sie stark mit der Chinesischen Weißbauchratte (Niviventer confucianus) überein und anhand molekularbiologischer Daten wird sie teilweise in eine Verwandtschaftsgruppe mit der Chinesischen Weißbauchratte, der Coxing-Weißbauchratte (Niviventer coninga) und der Taiwan-Weißbauchratte (Niviventer culturatus) platziert.
Die Art gehört in eine Klade ähnlicher und nahe verwandter Arten, die als confuzianus-Gruppe, alternativ auch als niviventer-Gruppe bezeichnet wird. Status zahlreicher Formen und Lokalpopulationen dieser Gruppe ist umstritten, in den vergangenen Jahren wurde eine Reihe von Arten neu beschrieben oder ältere aus der Synonymie zurückgeholt. Neben Niviventer bukit (vorher meist als Synonym von confuzianus betrachtet) halten einige Autoren auch die von der Insel Hainan beschriebene Niviventer lotipes Allen, 1926 für eine valide, eigenständige Art, diese war von Musser und Carleton 2005 (in Mammal Species of the World) als Synonym von tenaster aufgefasst worden. Folgt man dieser Auffassung, kommt die Art nicht in China vor.

## Status, Bedrohung und Schutz
Die Indochinesische Weißbauchratte wird von der International Union for Conservation of Nature and Natural Resources (IUCN) als nicht gefährdet (least concern) eingeordnet. Begründet wird dies mit dem großen Verbreitungsgebiet und dem angenommen häufigen Vorkommen der Art. Potenzielle Gefährdungen sind für die Art nicht bekannt, in Teilen des Verbreitungsgebietes ist sie von Lebensraumrückgängen betroffen.

## Belege
1. 1 2 3 4  Darrin Lunde, Andrew T. Smith: Indochinese Mountain Niviventer. In: Andrew T. Smith, Yan Xie: A Guide to the Mammals of China. Princeton University Press, Princeton NJ 2008, ISBN 978-0-691-09984-2, S. 269.
2. 1 2 3 4 5 6 7  Niviventer tenaster in der Roten Liste gefährdeter Arten der IUCN 2016.2. Eingestellt von: K. Aplin, 2008. Abgerufen am 17. November 2016.
3. 1 2 3  Niviventer tenaster. G.G. Musser & M.D. Carleton: Superfamily Muroidea. In: Don E. Wilson, DeeAnn M. Reeder (Hrsg.): Mammal Species of the World. A taxonomic and geographic Reference. 2 Bände. 3. Auflage. Johns Hopkins University Press, Baltimore MD 2005, ISBN 0-8018-8221-4.
4. ↑  Yuchun Li, Yi Wu, Masashi Harada, Liang-Kong Lin, Masaharu Motokawa (2005): Karyotypes of Three Rat Species (Mammalia: Rodentia: Muridae) from Hainan Island, China, and the Valid Specific Status of Niviventer lotipes. Zoological Science 25: 686–692. doi:10.2108/zsj.25.686
5. ↑  Liang Lu, Deyan Ge, Douglas Chesters, Simon Y. W. Ho, Ying Ma, Guichang Li, Zhixin Wen, Yongjie Wu, Jun Wang, Lin Xia, Jingli Liu, Tianyu Guo, Xiaolong Zhang, Chaodong Zhu, Qisen Yang, Qiyong Liu (2014): Molecular phylogeny and the underestimated species diversity of the endemic white-bellied rat (Rodentia: Muridae: Niviventer) in Southeast Asia and China. Zoologica Scripta 44: 475–494. doi:10.1111/zsc.12117